# Washington Redskins 2010
La stagione 2010 dei Washington Redskins è stata la 79ª della franchigia nella National Football League e la 73ª a Washington. Con il nuovo quarterback titolare Donovan McNabb, che sostituì Jason Campbell (scambiato con Oakland), Washington tentò di migliorare i deludenti record delle precedenti stagioni. Tuttavia, mentre si trovava alla settimana 15 con un passer rating di 77,1 (25º nella lega), l'allenatore Mike Shanahan lo mise in panchina in favore di Rex Grossman (che era stato il quarterback dei Chicago Bears che nel 2006 raggiunsero il Super Bowl). I Redskins terminarono con un record di 6-10

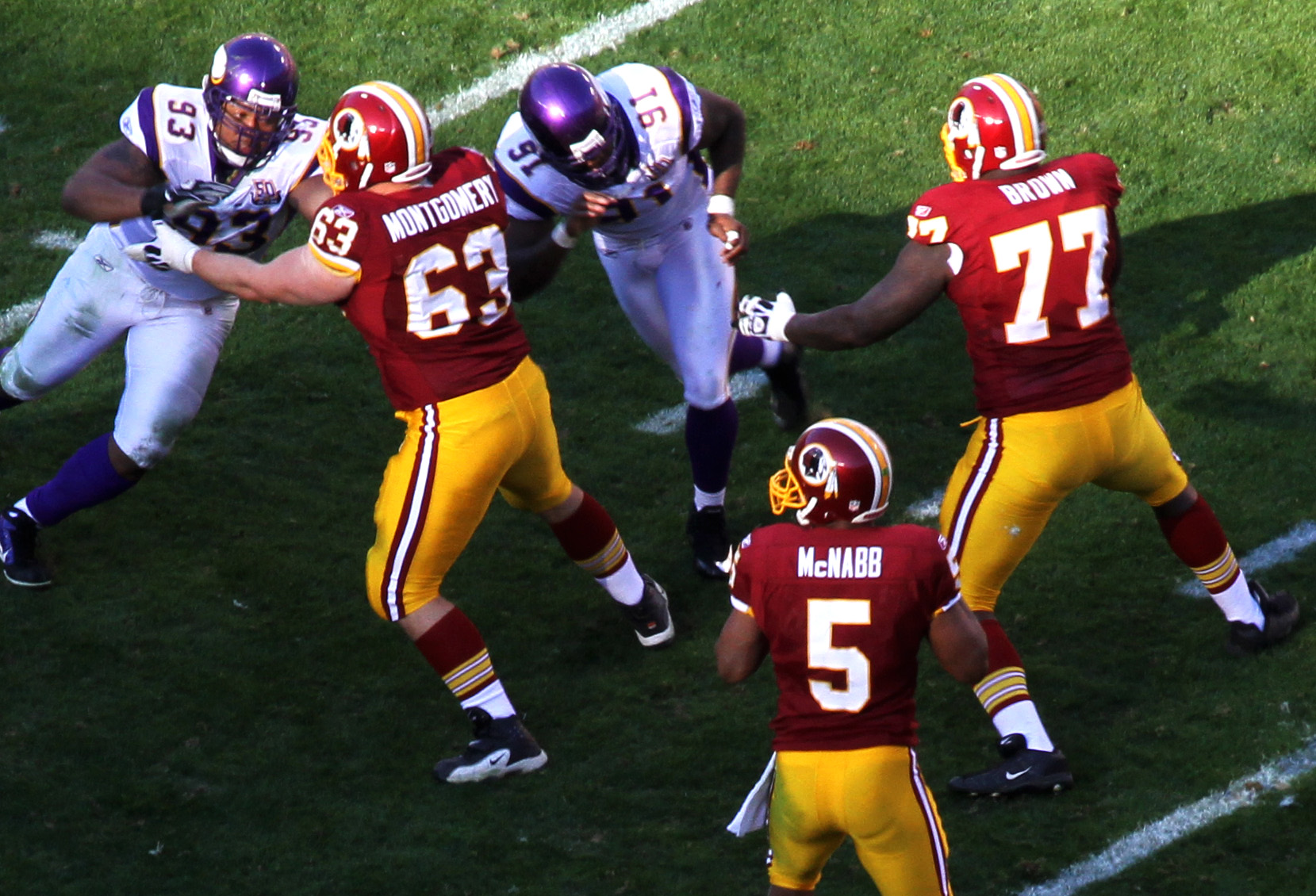
La gara del 28 novembre contro Minnesota

## Roster
| Roster dei Washington Redskins nel 2010 |
| --- |
| Quarterback - 3 John Beck - 8 Rex Grossman - 5 Donovan McNabb Running Back - 40 Andre Brown - 24 James Davis - 45 Mike Sellers FB - 46 Ryan Torain - 35 Keiland Williams - 36 Darrel Young FB Wide Receiver - 13 Anthony Armstrong - 18 Terrence Austin - 16 Brandon Banks RS - 89 Santana Moss - 87 Roydell Williams Tight End - 47 Chris Cooley - 86 Fred Davis - 82 Logan Paulsen Offensive Linemen - 77 Jammal Brown T - 58 Erik Cook C - 66 Derrick Dockery G - 74 Stephon Heyer T - 75 Artis Hicks G - 78 Kory Lichtensteiger G - 63 Will Montgomery C - 61 Casey Rabach C - 71 Trent Williams T Defensive Linemen - 76 Anthony Bryant NT - 94 Adam Carriker DE - 91 Vonnie Holliday DE - 90 Jeremy Jarmon DE - 73 Joe Joseph DE - 72 Darrion Scott DE Linebacker - 97 Lorenzo Alexander OLB - 54 H.B. Blades ILB - 99 Andre Carter OLB - 59 London Fletcher ILB - 50 Rob Jackson OLB - 52 Rocky McIntosh ILB - 98 Brian Orakpo OLB - 56 Perry Riley ILB - 95 Chris Wilson OLB Defensive Back - 25 Kevin Barnes SS - 31 Phillip Buchanon CB - 37 Reed Doughty SS - 23 DeAngelo Hall CB - 20 Macho Harris FS - 29 Reggie Jones CB - 38 Sha'reff Rashad FS - 22 Carlos Rogers CB - 34 Byron Westbrook CB Special Team - 4 Graham Gano K - 1 Sam Paulescu P - 57 Nick Sundberg LS Lista delle riserve - 6 Josh Bidwell P (IR) - 93 Phillip Daniels DE (IR) - 85 Mike Furrey WR (IR) - 64 Kedric Golston DE (IR) - 92 Albert Haynesworth DE (Sospeso) - 51 Robert Henson ILB (IR) - 48 Chris Horton SS (IR) - 12 Malcolm Kelly WR (IR) - 96 Ma'ake Kemoeatu NT (IR) - 30 LaRon Landry SS (IR) - 41 Kareem Moore FS (IR) - 68 Clint Oldenburg OT (IR) - 26 Clinton Portis RB (IR) - 67 Craig Robinson DE (IR) - 32 Anderson Russell FS (IR) - 29 Chad Simpson RB (IR) - -- Mike Williams G (NF-Ill.) Squadra di allenamento - 60 Selvish Capers OT - 69 Rashaad Duncan NT - 24 Doug Dutch CB - 67 Xavier Fulton OT - 80 Taurus Johnson WR - 39 Shawnbrey McNeal RB - 79 Vince Oghobaase DE - 83 Maurice Price WR |
| Legenda - I rookie sono in corsivo. - Il primo ruolo è il principale mentre gli eventuali successivi indicano i ruoli secondari. - (IR) sta per Injured Reserve ed indica la lista ristretta per un solo giocatore infortunato che può tornare ad allenarsi dopo la settimana 6 e a rientrare in prima squadra dopo che questa ha giocato 8 partite. - (NF-Inj.) / (NF-Ill.) stanno rispettivamente per Non-Football Injured e Non-Football Illness ed indicano le liste dove viene inserito un giocatore che ha un infortunio o una malattia non dipendente dal football americano. - (PUP) sta per Physically Unable to Perform ed indica la lista dove viene inserito un giocatore mentre è in attesa di recuperare la condizione fisica. Nella stagione regolare dopo la sesta partita giocata dalla propria squadra, il giocatore ha tempo tre settimane per riprendere ad allenarsi, più tre settimane aggiuntive dal suo rientro agli allenamenti per rientrare in prima squadra. |

## Calendario
| Stagione regolare |                    |                    |                         |                    |                    |                         |                    |                    |
| Turno             | Data               | Ora                | Avversario              | Risultati          | Risultati          | Stadio                  | TV                 | Sintesi            |
| Turno             | Data               | Ora                | Avversario              | Punteggio          | Record             | Stadio                  | TV                 | Sintesi            |
| 1                 | 12 settembre       | 8:20 p.m. EDT      | Dallas Cowboys          | V 13–7             | 1–0                | FedExField              | NBC                | Recap              |
| 2                 | 19 settembre       | 4:15 pm. EDT       | Houston Texans          | S 27–30 (DTS)      | 1–1                | FedExField              | CBS                | Recap              |
| 3                 | 26 settembre       | 4:05 pm. EDT       | at St. Louis Rams       | S 16–30            | 1–2                | Edward Jones Dome       | Fox                | Recap              |
| 4                 | 3 ottobre          | 4:15 pm. EDT       | at Philadelphia Eagles  | V 17–12            | 2–2                | Lincoln Financial Field | Fox                | Recap              |
| 5                 | 10 ottobre         | 1:00 pm. EDT       | Green Bay Packers       | V 16–13 (DTS)      | 3–2                | FedExField              | Fox                | Recap              |
| 6                 | 17 ottobre         | 8:20 pm. EDT       | Indianapolis Colts      | S 24–27            | 3–3                | FedExField              | NBC                | Recap              |
| 7                 | 24 ottobre         | 1:00 pm. EDT       | at Chicago Bears        | V 17–14            | 4–3                | Soldier Field           | Fox                | Recap              |
| 8                 | 31 ottobre         | 1:00 pm. EDT       | at Detroit Lions        | S 25–37            | 4–4                | Ford Field              | Fox                | Recap              |
| 9                 | Settimana di pausa | Settimana di pausa | Settimana di pausa      | Settimana di pausa | Settimana di pausa | Settimana di pausa      | Settimana di pausa | Settimana di pausa |
| 10                | 15 novembre        | 8:30 pm. EST       | Philadelphia Eagles     | S 28–59            | 4–5                | FedExField              | ESPN               | Recap              |
| 11                | 21 novembre        | 1:00 pm. EST       | at Tennessee Titans     | V 19–16 (DTS)      | 5–5                | LP Field                | Fox                | Recap              |
| 12                | 28 novembre        | 1:00 pm. EST       | Minnesota Vikings       | S 13–17            | 5–6                | FedExField              | Fox                | Recap              |
| 13                | 5 dicembre         | 1:00 pm. EST       | at New York Giants      | S 7–31             | 5–7                | New Meadowlands Stadium | Fox                | Recap              |
| 14                | 12 dicembre        | 1:00 pm. EST       | Tampa Bay Buccaneers    | S 16–17            | 5–8                | FedExField              | Fox                | Recap              |
| 15                | 19 dicembre        | 1:00 pm. EST       | at Dallas Cowboys       | S 30–33            | 5–9                | Cowboys Stadium         | Fox                | Recap              |
| 16                | 26 dicembre        | 1:00 pm. EST       | at Jacksonville Jaguars | V 20–17 (DTS)      | 6–9                | EverBank Field          | Fox                | Recap              |
| 17                | 2 gennaio          | 4:15 pm. EST       | New York Giants         | S 14–17            | 6–10               | FedExField              | Fox                | Recap              |

## Classifiche
| NFC East                |    |    |   |      |     |      |     |     |     |
|                         | V  | S  | P | %    | DIV | CONF | PF  | PS  | STR |
| (3) Philadelphia Eagles | 10 | 6  | 0 | .625 | 4–2 | 7–5  | 439 | 377 | S2  |
| New York Giants         | 10 | 6  | 0 | .625 | 3–3 | 8–4  | 394 | 347 | V1  |
| Dallas Cowboys          | 6  | 10 | 0 | .375 | 3–3 | 4–8  | 394 | 436 | V1  |
| Washington Redskins     | 6  | 10 | 0 | .375 | 2–4 | 4–8  | 303 | 377 | S1  |